# Кадастровий номер
Кадастровий номер земельної ділянки — це унікальний номер, якій видається Центром ДЗК (Державний земельний кадастр).
Для присвоєння кадастрового номеру земельній ділянці необхідно розробити технічну документацію і погодити її з органами ДЗК. Технічна документація розробляється на базі кадастрової зйомки (дивись геодезичні роботи).
Відповідно до ст. 1 закону «Про Державний земельний кадастр», кадастровий номер це індивідуальна й унікальна для території України послідовність цифр і знаків, яка присвоюється земельній ділянці під час її державної реєстрації і зберігається за нею протягом усього часу існування.
Кадастровий номер прив'язаний до характеристик земельної ділянки і буде змінений якщо:
1. Змінилась площа земельної ділянки (внаслідок поділу землі чи перенесення меж)
2. Змінилась конфігурація земельної ділянки (точки повороту тощо)
3. Змінилась приналежність до певної територіальної громади, або району

## Структура кадастрового номера земельної ділянки
Кадастровий номер земельної ділянки складається з таких структурних елементів: НКЗ:НКК:НЗД, де НКЗ — дванадцятизначний номер кадастрової зони (максимальна кількість кадастрових зон становить 999999999999), в якому останні дві цифри відокремлюються від перших десяти двокрапкою;
НКК — тризначний номер кадастрового кварталу в межах кадастрової зони (максимальна кількість кадастрових кварталів у межах кадастрової зони становить 999);
НЗД — чотиризначний номер земельної ділянки в межах кадастрового кварталу (максимальна кількість земельних ділянок у межах кадастрового кварталу становить 9999).
Структурні елементи кадастрового номера земельної ділянки відокремлюються один від одного двокрапкою.

## Приклад кадастрового номера
6310138500:10:012:0045
- 63101 — Харків;
- 38500 — р-н Немишлянський;
- 10 — зона;
- 012 — квартал;
- 0045 — земельна ділянка.